# Metrorrey
Die Metrorrey, wie sie sich selbst bezeichnet, formell Sistema de Transporte Colectivo Metrorrey bezeichnet, ist das Stadtbahn-Netz der mexikanischen Stadt Monterrey. Eröffnet wurde die Bahn 1991. Der größte Teil des Netzes ist als Hochbahn geführt, nur der Innenstadt-abschnitt eines Arms als U-Bahn. Die Stromversorgung erfolgt mittels Oberleitung.

## Linien
Derzeit sind drei Linien mit einer Gesamtanzahl von 38 Stationen und einer Streckenlänge von 39,3 Kilometern vorhanden.
Die Linie 1 wurde am 25. April 1991 eröffnet und verfügt derzeit über 19 Stationen. Die bis auf die ebenerdig ausgelegte nördliche Endstation Talleres vollständig als Hochbahn ausgelegte Strecke verläuft zwischen den Nordwesten und den Osten der Stadt und durchquert dabei das Stadtzentrum. Die Fahrzeit für die 18½ Kilometer lange Strecke beträgt etwa 27 Minuten. Am 11. Juni 2002 wurde die Strecke von der ursprünglichen nördlichen Endstation San Bernabé zum aktuellen Endpunkt Talleres verlängert.
Die Linie 2 ist 13 Kilometer lang und verfügt über 13 Stationen. Die Strecke, die im Stadtzentrum unterirdisch, nördlich davon aufgeständert trassiert ist, verbindet den Norden der Stadt mit dem Stadtzentrum. Die Linie, die anfangs 4½ Kilometer lang war, über sechs Stationen verfügte und vollständig unterirdisch trassiert war, wurde am 30. November 1994 eröffnet. 2005 begann der Bau einer Verlängerung, die insgesamt 200 Mio. US-$ kostete und in zwei Teilabschnitten realisiert wurde. Der erste Abschnitt mit einer Länge von 3,2 Kilometern, der sowohl unterirdisch als auch als Hochbahn trassiert ist und über drei Stationen verfügt, wurde am 31. Oktober 2007 eröffnet. Der zweite Abschnitt mit einer Länge von 5,3 Kilometern und vier Stationen wurde am 9. Oktober 2008 eröffnet.
Die Linie 3, die das Stadtzentrum mit dem Nordosten der Stadt verbindet, ist 7½ Kilometer lang und verfügt über acht Stationen. Die Strecke ist bis auf die südliche Endstation Zaragoza, die im Tunnel liegt, vollständig als Hochbahn trassiert. Der Baubeginn der Linie war 2013 und die Strecke wurde im Januar 2020 fertiggestellt, allerdings noch nicht in Betrieb genommen, da die von CRRC hergestellten Fahrzeuge, die für den Einsatz auf der Linie vorgesehen waren, noch nicht ausgeliefert waren und die Lieferung für Dezember 2020 erwartet wurde. Die Eröffnung der Strecke fand am 27. Februar 2021 statt.
Die Linien 2 und 3 werden gemeinsam betrieben. Der Linienwechsel findet an der Station Zaragoza statt.

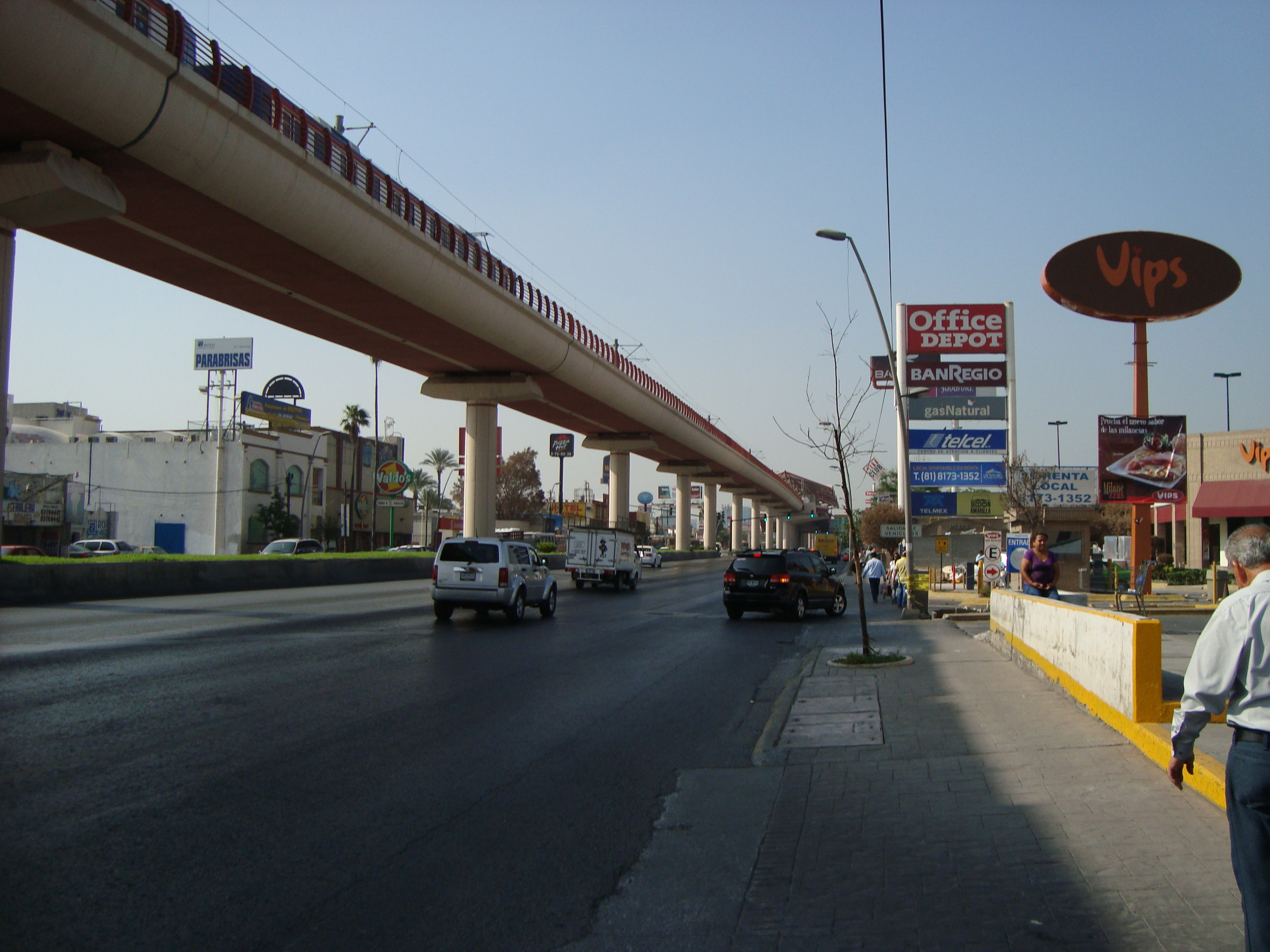
Nördlicher Teil der Linie 2 als Hochbahn in der Avenida Universidad

## Fahrgastzahlen
Gemäß der Angaben des INEGI wurden im Jahr 2018 180,8 Mio. Fahrgäste befördert, wobei täglich im Schnitt 495.000 Fahrgäste befördert wurden.

## Fahrzeuge
Es werden insgesamt 134 hochflurige Gelenkwagen eingesetzt, meist in Doppeltraktion oder in Dreifachtraktion, während theoretisch Traktionen von bis zu vier Fahrzeugen möglich sind.
Bei der Eröffnung des Betriebs bestand der Fuhrpark aus 25 Fahrzeugen des Typs MM-90A, die 1988 bestellt und 1990 vom mexikanischen Hersteller Concarril gebaut wurden. Die darauffolgende Lieferung von 23 ähnlichen Fahrzeugen des Typs MM-90B, die 1990 bestellt und zwischen 1992 und 1993 gebaut wurden, wurde von Bombardier, der Concarril 1992 übernommen hatte, durchgeführt. Beide Baureihen wurden in Ciudad Sahagún gefertigt. Die beiden Baureihen unterscheiden sich dahingehend, dass die Baureihe MM-90B im Gegensatz zur Baureihe MM-90A über modernere Komponenten verfügt und mit durch Asynchronmotoren angetrieben wird.
Für die Eröffnung der Linie 2 wurden 22 Fahrzeuge des Typs MM-93 von CAF hergestellt, die von 14 Fahrzeugen der Baureihe MM-05 von Bombardier, die im Rahmen der Verlängerung 2005 geliefert wurden und eine weiterentwickelte Variante der zuvor gelieferten Fahrzeuge darstellt, ergänzt werden.
2019 wurden von der U-Bahn Frankfurt am Main 24 U3-Triebwagen übernommen, die 1980 gebaut und 2017 in Frankfurt ausgemustert wurden. Die Züge wurden nach dem Verkauf bei Talbot Services modernisiert und für eine weitere Nutzungsdauer von zwanzig Jahren ertüchtigt. Die Fahrzeuge, die als MM-80 bezeichnet werden, sind für den Einsatz auf der Linie 3 sowie für Kapazitätserhöhungen auf den Linien 1 und 2 vorgesehen.
2020 wurden von CRRC Zhuzhou 26 Züge der Baureihe MM-20 für den Einsatz auf der Linie 3 ausgeliefert.
| Bezeichnung | Baujahre  | Linien | Hersteller               | Im Einsatz seit | Anzahl | Wagen-Nrn. | Sonstiges                | Bild |
| ----------- | --------- | ------ | ------------------------ | --------------- | ------ | ---------- | ------------------------ | ---- |
| MM-90A      | 1990      | 1      | Concarril                | 1990            | 25     | 0001–0025  |                          |      |
| MM-90B      | 1992–1993 | 1      | Bombardier               | 1993            | 23     | 0026–0048  |                          |      |
| MM-93       | 1993      | 2      | CAF                      | 1994            | 22     | 0049–0070  |                          |      |
| MM-05       | 2005      | 2      | Bombardier               | 2005            | 14     | 0071–0084  |                          |      |
| MM-80       | 1980      | 1, 2   | DUEWAG, Wegmann, Siemens | 2020            | 24     | 0085–0108  | aus Frankfurt übernommen |      |
| MM-20       | 2020      | 3      | CRRC Zhuzhou             | 2021            | 26     | 0109–0134  |                          |      |

## Mit der U-Bahn verknüpfte Buslinien

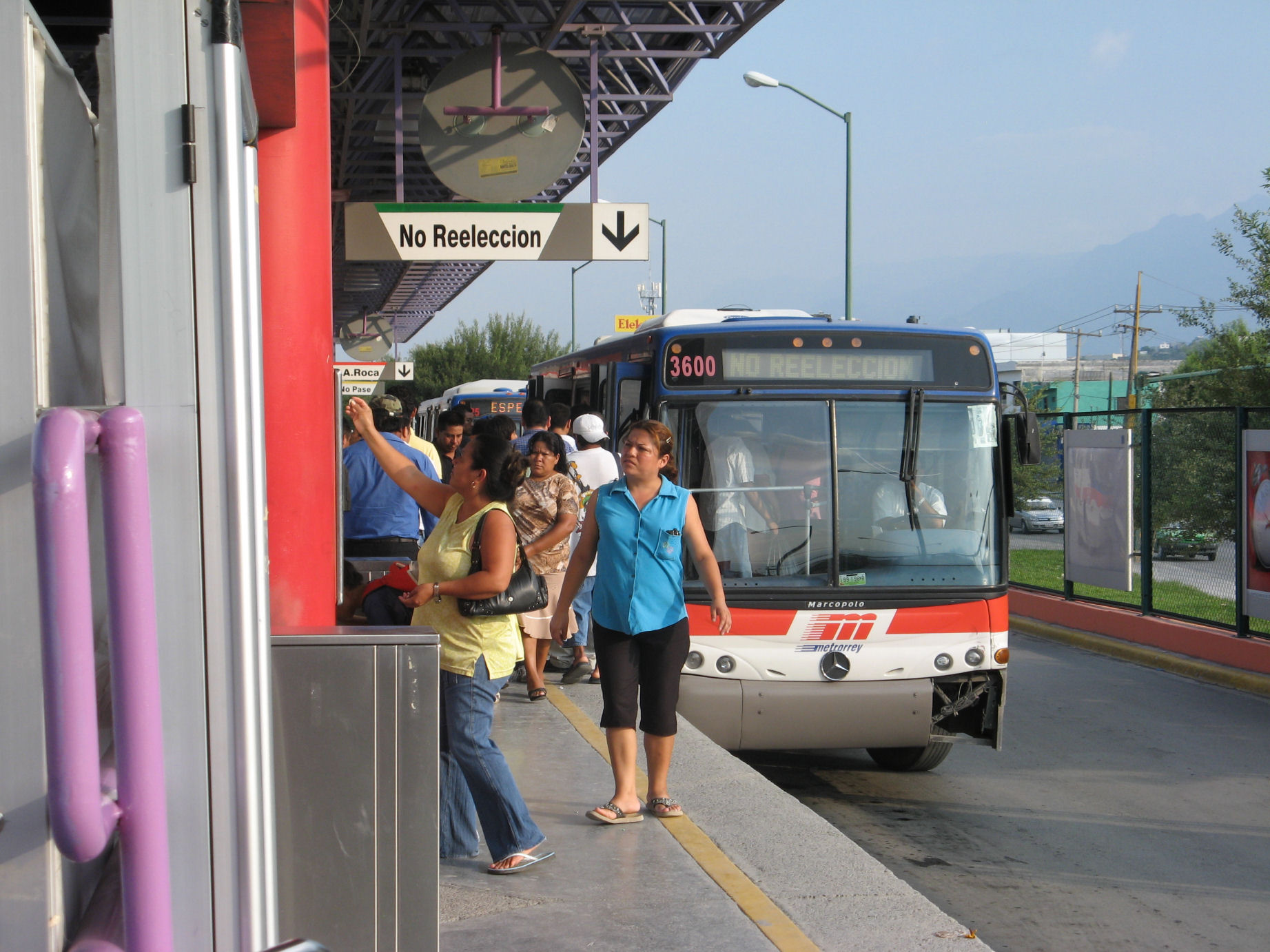
Bus der Transmetro an der Station Talleres

Als Zubringer von und zu den U-Bahn-Linien werden vom gleichen Betreiber insgesamt neun als Transmetro bezeichnete Buslinien betrieben. Vier Linien dienen als Zubringer zur Linie 1, wobei drei Linien an der Station Talleres und eine an der Station Exposición mit der U-Bahn verknüpft sind, während fünf Linien als Zubringer der Linie 2 dienen, wobei zwei Linien an der Station San Nicholas und drei an der Station Sendero Anschluss zur U-Bahn dienen.
Darüber hinaus ist das U-Bahn-Netz an mehreren Stellen mit dem Überlandbusnetz sowie dem Stadtbusnetz verknüpft. Außerdem ergänzt die 2014 eröffnete Ecovía, die als BRT betrieben wird, das U-Bahn-Netz.

## Geplante Ausbauten
Im November 2021 wurden Pläne für die zukünftigen Linien 4 und 5 vorgestellt, wobei die Linie 4 die Innenstadt mit dem westlichen Vorort Santa Catarina verbinden und 13½ Kilometer lang sein soll, während die Linie 5 die Innenstadt mit dem Gebiet um Carretere Nacional mit einer Länge von 8½ Kilometern verbinden soll.
Die Strecken sollen als Hochbahn realisiert werden, was zu Protesten von Anwohnern, die eine Streckenführung im Tunnel bevorzugen, geführt hat. Die Linie 6, die später vorgestellt wurde, soll 18½ Kilometer lang werden und die Innenstadt mit den Vorort Apodaca verbinden.
Insgesamt sehen die Pläne eine Streckenlänge von 41 Kilometern und 41 Stationen vor, die bis 2027 gebaut werden würden und die Gesamtlänge des Streckennetzes verdoppeln würden.
Der Baubeginn der Linien 4 und 5 war ursprünglich für Juli 2022 vorgesehen, wobei insgesamt 19 Mrd. MXN (etwa 1 Mrd. US-$) als Baukosten veranschlagt werden. Der Bau der Linie 6 soll insgesamt 26 Mrd. MXN (etwa 1,3 Mrd. US-$) betragen.
Am 23. September 2022 wurden die Unternehmen Mota-Engil de México und CRRC mit der Errichtung der Linien beauftragt, wobei Mota-Engil de México die Strecken bauen und CRRC das Rollmaterial liefern soll. Der Baubeginn der Linien 4 und 6 war am 30. September 2022. Die Linien 4 und 6 sollen als Einschienenbahn realisiert werden, während für die Linie 5 im November 2024 entschieden werden sollte, ob sie ebenfalls als Einschienenbahn oder als ebenerdig verlaufende Stadtbahn realisiert werden soll. Im März 2024 wurde bekanntgegeben, dass die Linie 5 als BRT mit spurgeführten Doppelgelenkbussen vom Typ Digital Rapid Transit realisiert werden soll.